# Romain Compingt
Romain Compingt est un scénariste français né le 9 avril 1984 à Lyon.

## Biographie
Romain Compingt est diplômé du Conservatoire européen d'écriture audiovisuelle (CEEA), en 2004. Il signe ses premiers contrats d'auteur en coécrivant avec Alain Layrac. Ils travaillent entre autres sur un projet de film avorté pour Isabelle Adjani.
Populaire de Régis Roinsard, sorti en novembre 2012 (avec à l'affiche Romain Duris, Déborah François, Nicolas Bedos, Mélanie Bernier, ainsi que les participations de Miou-Miou et Eddy Mitchell), fort de cinq nominations aux César 2013, dont celle du meilleur premier film, largement distribué à l'étranger, est le premier travail de Romain porté à l’écran.
Romain coécrit ensuite Divines avec la réalisatrice Houda Benyamina, sur lequel il est également collaborateur artistique. Le film est sélectionné à la Quinzaine des Réalisateurs 2016, et y est repéré par Netflix qui en achète les droits internationaux avant sa sortie. Divines remporte une mention spéciale au prix SACD, la Caméra d'or 2016 et le César 2017 du meilleur premier film. Les rôles titres interprétés par Oulaya Amamra et Déborah Lukumuena, reçoivent respectivement le César du meilleur espoir féminin et le César du meilleur second rôle féminin. Le film décroche une nomination au Cesar du meilleur scénario original et au Golden Globe 2017 du meilleur film étranger.
Intervenant au Conservatoire européen d'écriture audiovisuelle depuis 2014, Romain intègre également l'équipe des scénaristes consultants du Groupe Ouest à partir de 2015, notamment pour le programme européen LIM. Il anime des ateliers  à Oran, Beyrouth, Goa, Hambourg, Rio et Recife.[réf. souhaitée]
En janvier 2020 il est au générique du second film de Régis Roinsard, Les Traducteurs, qui, malgré des critiques mitigées en France et un accueil moyen au box-office, remporte un certain succès à l'étranger, notamment au Japon, en Australie et en Espagne,,. Lambert Wilson, Alex Lawther, Olga Kurylenko et Sidse Babett Knudsen sont de la distribution.
L'année suivante, Les Magnétiques de Vincent Maël Cardona, dont Romain est co-auteur du scénario, et dont il signe l'adaptation et les dialogues, est sélectionné à la Quinzaine des Réalisateurs 2021 ; Les Magnétiques remporte le prix SACD à l'issue de la Quinzaine et le Prix d'Ornano-Valenti au festival du film américain de Deauville. Le rôle principal Thimotée Robart gagne le prix Lumières 2022 de la révélation masculine. Le film obtient trois nominations aux Cesar 2022et remporte le Cesar 2022 du meilleur premier film.
En juin 2021, au festival des scénaristes et des auteurs compositeurs de Valence, Romain déclare qu'un scénariste doit à la fois « être un mathématicien et un poète ».
Il signe le scénario et les dialogues de En attendant Bojangles, d'après le roman d'Olivier Bourdeaut, pour le troisième film de Régis Roinsard, qui sort en janvier 2022. Virginie Efira, Romain Duris, Gregory Gadebois, et le jeune Solan Machado-Graner tiennent le haut de l'affiche.
Romain est aussi script doctor – La Fille de Brest d’Emmanuelle Bercot (2016), et Les petites victoires de Mélanie Auffret (prix du public et du jury au Festival de l'Alpes d'Huez 2023) entre autres. Et dramaturge - pour Tutu, spectacle de danse contemporaine de Philippe Lafeuille, (prix du public Avignon 2015), La fête du slip, (seul en scène de Mickaël Délis, dont l'exploitation a commencé en 2024), et sa suite, Les paillettes de leur vie, (à partir de 2025).

## Filmographie

### Cinéma
- 2012 : Populaire (réalisé par Régis Roinsard)
- 2013 : La Marche (réalisé par Nabil Ben Yadir)
- 2016 : Divines (réalisé par Houda Benyamina - Quinzaine des réalisateurs 2016, Caméra d'or 2016, Cesar du meilleur premier film 2017)
- 2016 : La Fille de Brest (réalisé par Emmanuelle Bercot)
- 2016 : Please love me forever (court-métrage, réalisé par Holy Fatma, Festival de Gerardmer 2017, Prix du meilleur court-métrage au Screamfest 2017)
- 2018 : Joueurs (réalisé par Marie Monge - Quinzaine des réalisateurs 2018)
- 2018 : Bonhomme (réalisé par Marion Vernoux)
- 2019 : Les Traducteurs (réalisé par Régis Roinsard)
- 2021 : Les Magnétiques (réalisé par Vincent Maël Cardona - Quinzaine des réalisateurs 2021, Cesar du meilleur premier film 2022)
- 2022 : En attendant Bojangles (réalisé par Régis Roinsard)
- 2022 : La cour des miracles (réalisé par Carine May et Hakim Zouhani -Sélection officielle Festival de Cannes 2022, hors compétition)
- 2023 : Les petites victoires (réalisé par Mélanie Auffret - Prix du jury et du public au Festival de l'Alpes d'Huez 2023)
- 2024 : Rosalie (réalisé par Stéphanie Di Guisto, sélection Un certain regard 2023)
- 2025 : Kotowari (court-métrage, réalisé par Coralie Watanabe Prosper, Prix du public au Sofia Pride film fest 2025)

## Distinctions
- 2016 : Mention spéciale de la SACD à la Quinzaine des réalisateurs pour Divines
- 2021 : Prix de la SACD à la Quinzaine des réalisateurs pour Les Magnétiques